# Сульфенові кислоти
Сульфенові кислоти (рос. сульфеновые кислоты, англ. sulfenic acids) — нестабільні хімічні сполуки зі структурою RSOH (R ≠H), похідні яких — сульфен аміди, сульфенати (що є естерами), сульфен-хлориди. Приміром, бензенсульфенова кислота PhSOH.